# Mark Sanger
Mark Sanger (Londres, 13 de janeiro de 1974) é um editor e montador estadunidense. Venceu o Oscar de melhor montagem na edição de 2015 por Gravity, ao lado de Alfonso Cuarón.